# Musculus tensor tympanicus

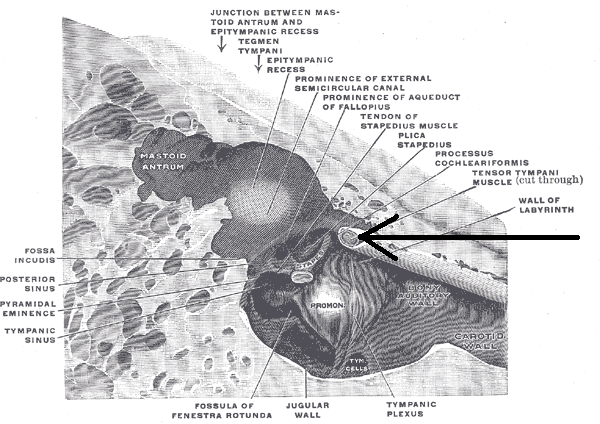
A fül belseje (a nyíl mutatja az izmot

A musculus tensor tympani egy izom az emberi fülben.

## Eredés, tapadás, elhelyezkedés
A tuba auditiva porcos faláról és a járat (canalis musculotubarius) csontos részéről ered. A kalapácscsont (malleus) markolatához tapad.

## Funkció
Amikor feszül, a kalapácscsontot középre nyomja, feszítve a membrana tympani-t.

## Beidegzés, vérellátás
A nervus mandibularis, ramus musculi tensoris tympanici ága idegzi be. Az arteria tympanica superior látja el vérrel.

## Külső hivatkozások
- Kép, leírás
- Fül-orr-gége